# Колокол (остров)
Ко́локол — остров архипелага Северная Земля. Административно относится к Таймырскому Долгано-Ненецкому району Красноярского края.

## Расположение
Находится в Карском море в восточной части островов Демьяна Бедного в 5,9 километрах к северо-западу от острова Комсомолец. Соединён песчаной отмелью с двумя соседними островами — Главным (в 500 метрах к западу) и Крайним (в 650 метрах к юго-востоку).

## Описание
Имеет вытянутую форму, чуть более километра в длину, с сильно зауженной средней частью (250 метров в ширину). По-видимому, первооткрывателям форма острова напомнила колокол, поэтому так он и был назван. Центральную часть острова занимает невысокая скала, к югу от неё — небольшое озеро. Южный берег окружён отмелью.

## Топографические карты
- Лист карты U-46-XXVIII,XXIX,XXX м. Молотова (Северная Земля). Масштаб: 1 : 200 000. Состояние местности на 1956 год.